# 김혜정 (1961년)
김혜정(한국 한자: 金惠貞, 1961년 2월 14일 ~ )은 대한민국의 배우이다.

## 주요 이력
서울 종로 2가 서린동에서 출생하였으며 초등학교 4학년에 전북 완주로 이주해  대학 1학년까지 전주에서 자랐다. 있는 그녀는  1981년 미스 MBC 선발 대회에 참가  MBC 공채 탤런트 14기로 연기자에 입문하였다. 1983년 MBC 장수 드라마 전원일기 중에 복길이 엄마 역할로 대중들에게 많은 사랑과  인기를 얻었다. 前 국가대표 축구선수 故 유상철이 조카이다.

## 학력
- 원광보건전문대학 물리치료학과 (중퇴)
- 서울예술전문대학 연극과 전문학사 (졸업)
- 상명대학교 천안캠퍼스 연극학과 (졸업)
- 상명대학교 문화예술대학원 연극학과 (졸업)
- 동국대학교 일반대학원 상담코칭학과 (졸업)

## 연기 활동

### 드라마
- 1982년 ~ 2002년 MBC 《전원일기》 ... 복길 엄마 역
- 1982년~MBC 거부실록 백산 안희재..
- 1983년 MBC 《아버지와 아들》
- 1986년 MBC 《수사 반장》
- 1987년 MBC 《사랑과 야망》 ... 최 기자 역
- 1992년 KBS2 《대하사극 삼국기》 ... 선덕 여왕 역
- 1992년 KBS1 《대리인》
- 1993년 KBS1 《당신이 그리워질때》 ... 유승옥 역
- 1993년 SBS 《댁의 남편은 어떠십니까?》 ... 송나희 역
- 1994년 KBS2 《폴리스》 황변호사역
- 1995년 KBS1 《하늘 바라기》
- 1997년 KBS2 《파랑새는 있다》 ... 동네 김밥파는 아줌마 역
- 1998년 MBC 《해바라기》 ... 동석의 어머니 역
- 1999년 MBC 《허준》 ... 내의녀 역
- 1999년 SBS 《해피투게더》
- 2001년 SBS 《여인천하》 ... 윤임의 처 역
- 2001년 KBS2 《부부클리닉 사랑과 전쟁 (자린고비 남편 어찌할꼬)》 ...자린고비 남편의 아내 역
- 2003년 KBS2 《장희빈》 ... 박상궁 역
- 2005년 SBS 《서동요》 ... 왕후 해씨 역
- 2006년 KBS2 《아줌마가 간다》 ... 서민정 역
- 2007년 MBC 《메리대구 공방전》 ... 소란의 어머니 역
- 2008년 SBS 《식객》 ... 강 매니저 역
- 2009년 MBC 《미니시리즈 트리플》 ... 수인의 어머니 역
- 2010년 KBS1 《명가》 ... 영산댁 역
- 2010년 SBS 《산부인과》 ... 정은미의 어머니 역 (특별 출연)
- 2010년 MBC 《역전의 여왕》 ... 장숙정 역
- 2011년 SBS 《신기생뎐》 ... 차라리 역
- 2012년 KBS2 단막극 《KBS 드라마 스페셜 - 저어새, 날아가다》 ... 영지 역
- 2013년 MBC 《구암 허준》 ... 정실부인 장씨 역
- 2017년 KBS2 《그 여자의 바다》 ... 정욱의 어머니 역
- 2024년 ~ 2025년 MBC 《친절한 선주씨》 ...심순애 역

### 영화
- 1985년 《별리》 주인공
- 2000년 《진실게임》 ... 다혜의 어머니 역
- 2004년 《아는 여자》 ... 이연의 어머니 역
- 2004년 《우리형》 ... 두식의 어머니 역
- 2005년 《태풍》 ... 씬 어머니 역
- 2007년 《사랑》 ... 인호의 어머니 역
- 2010년 《시》 ... 조미혜 역
- 2010년 《여덟 번의 감정》 ... 은주의 어머니 역

### 연극
- 1993년 《갈색 넥타이를 고르는 여자》 ... 주인공 가수 역
- 2011년 《나도 아내가 있다》 ...주인공 아내 역

## 방송
- 1995년 KBS2 《TV는 사랑을 싣고》
- 2002년 ~ 2008년 KBS1 《가족 오락관》
- 2003년 MBC 《브레인 서바이버》
- 2017년 ~ 2018년 KBS1 《박원숙의 같이 삽시다》
- 2022년 ~ 현재 tvN STORY 《회장님네 사람들》
- 2021년 2024년: KBS1 아침마당 (6월 21일,8909회, (2024년 1월 30일 9576회 화요초대석 끝없이 배움의 길을 가는 아름다운 배우  )

## 광고
- 1989년 동양제과 《오리온 초코파이》情

## 경력
- 1982년 MBC 14기 탤런트
- 1999년 전라남도 함평군 명예대사
- 2013년 천안 국제 웰빙식품 엑스포 홍보대사

## 수상 내역
- 1981년 MBC 창사 20주년 기념 《미스 MBC》 장려상
- 2013년 의성 허준 축제 동의보감 약선(藥膳) 요리 대회 대상 수상